# غريغ جينينغز
غريغ جينينغز (بالإنجليزية: Greg Jennings)‏ هو لاعب كرة قدم أمريكية أمريكي، ولد في 21 سبتمبر 1983 في كالامازو في الولايات المتحدة.

## وصلات خارجية
- الموقع الرسمي
- غريغ جينينغز على موقع مرجع كرة القدم المحترفة.كوم (الإنجليزية)
- غريغ جينينغز على موقع IMDb (الإنجليزية)